# Kultura Nok

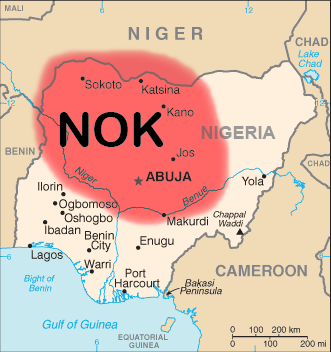
Mapa

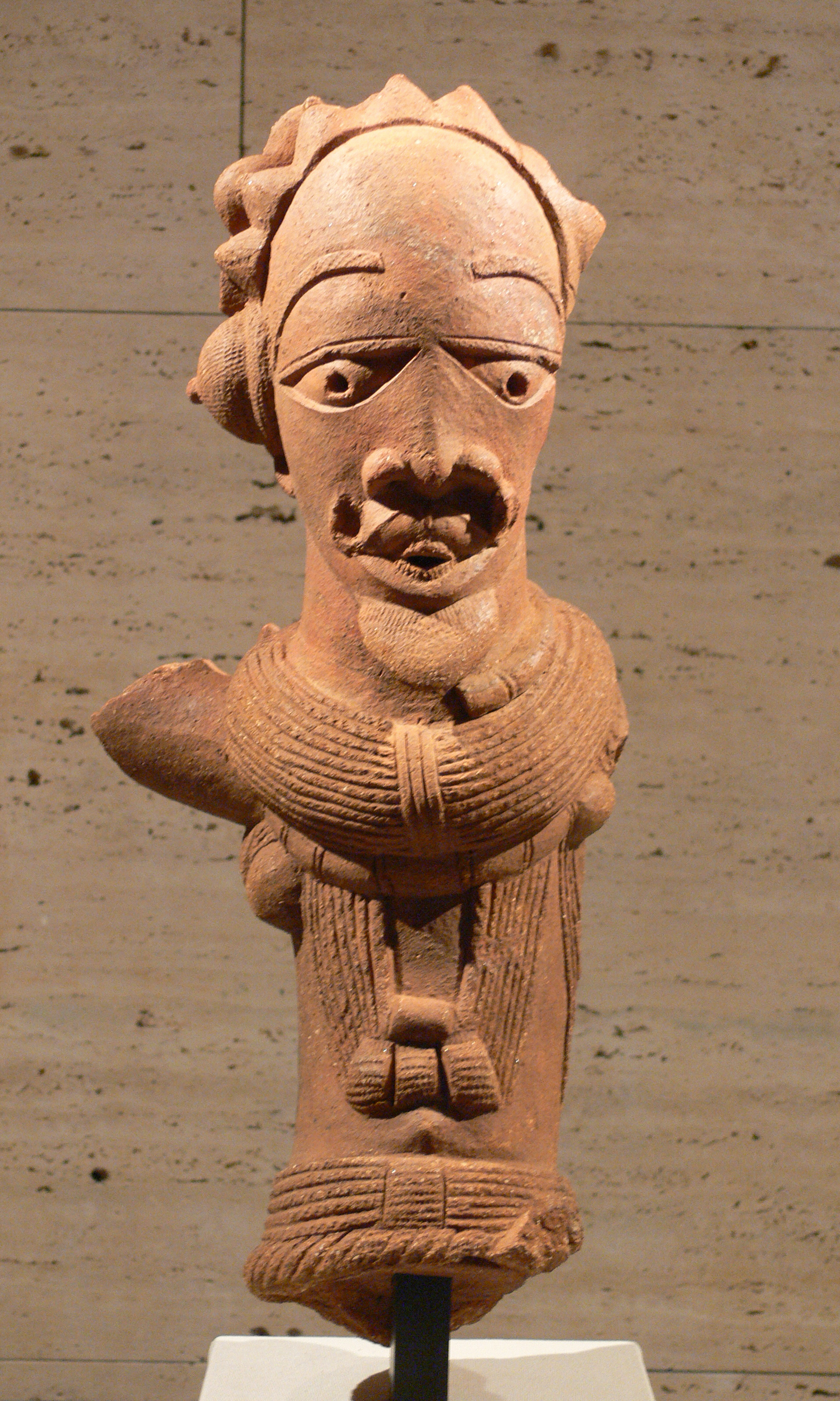
Soška kultury Nok

Kultura Nok nebo Nocká kultura byla jednou z nejstarších civilizací subsaharské Afriky. Existovala v 1. tisíciletí př. n. l. ve střední a severozápadní části moderního státu Nigérie. Je pojmenována podle vesnice Nok ve státě Kaduna, kde byly roku 1928 v cínovém dole objeveny zlomky terakotových sošek. 

## Historie
Britský archeolog Bernard Fagg datoval počátky této kultury do 9. století př. n. l. a pravděpodobný konec do 2. století př. n. l.: příčiny zániku ani další osudy obyvatel nejsou známé, podle jedné teorie byli jejich nástupci Jorubové, kteří založili království Ife. Příslušníci kultury byli usedlí zemědělci, pěstovali převážně dochan a vignu. Bylo nalezeno množství kamenných nástrojů, zhruba od 6. století př. n. l. je doloženo používání železa: diskutuje se o tom, zda obyvatelé metalurgickou technologii objevili samostatně nebo zda udržovali obchodní kontakty s obyvateli Středomoří. Zvláštností kultury Nok je přechod ke zpracování železa bez předchozího stadia doby měděné. 

## Umění
Dokladem vyspělého kulturního života jsou výrazně stylizované sochy zvířat a lidí z pálené hlíny, mnohdy dosahující až životní velikosti. Bohaté zdobení svědčí o sociálně stratifikované společnosti s pokročilou dělbou práce a složitým náboženským životem.